# Onthophagus sugihartoi
Onthophagus sugihartoi là một loài bọ cánh cứng trong họ Bọ hung (Scarabaeidae).